# メヒッツァー
メヒツァー（מחיצה; Mechitzah）とはヘブライ語で「分け隔て」の意味であり、シナゴーグの中での男性・女性の席の仕切り。

## 概要
昔からのシナゴーグ（正統派）では、女性はシナゴーグの後方（つまり入り口の横や上の二階席）や、周囲に張り巡らされた二階席に座ることとなっている（エズラット・ナシーム Ezrat Nashim という）。
エズラット・ナシームはエルサレム神殿の女性用の祈りの場所の名前であり、イスラエルにはエズラット・ナシーム病院がある。エズラット・ナシームは男性からは見えにくくなっている。これは男性が女性に気を取られないためにある、と言われてきた。
メヒツァーはエズラット・ナシームの代用であり、障子状の仕切りのことである。
伝統的なユダヤ教では男性へのユダヤ教教育が重視されてきたが（ユダヤ教は学問宗教）、近代の女性解放運動などで、女性の地位向上の運動が起こされた。エズラット・ナシームやメヒツァーは「女性が祈りの場を覗いているようだ」というイメージでも受け取られ、大方の保守派や改革派は現在廃止している。